# 熊谷直家
熊谷 直家（くまがい なおいえ）は、平安時代末期から鎌倉時代前期にかけての武将・御家人。熊谷直実の長男。通称は小次郎、兵衞尉、法名は観蓮。

## 生涯
治承・寿永の乱に父の直実と共に加わり、治承8年（1184年）の一ノ谷の戦いに参加。この戦いでは、父と郎党一人の三人組で平家の陣に一番乗りで突入するも、重傷を負い平山季重共々討死しかけている。
文治5年（1189年）の奥州藤原氏の征討（奥州合戦）では、主君の源頼朝が「本朝無双の勇士なり」と賞賛した。
建久3年（1192年）、父が大叔父の久下直光と所領争いに敗れ出家するに及び、家督を相続する。父祖以来の武蔵国大里郡熊谷郷を領し、承久3年（1221年）の承久の乱では幕府軍として出陣し活躍するが、嫡子・直国が宇治・瀬田において山田重忠らと戦い討死にしている。ただし、近年の研究では直国は直家の実子ではなく、承久の乱で上皇軍に加わった近江熊谷氏の熊谷景貞が直家の嫡男であった（乱で没落したが、後に赦免されて近江熊谷氏を継いだ）とする説がだされている。
同年8月に53歳で死去。
墓所は埼玉県熊谷市熊谷寺にあり、父母の隣に眠っている。

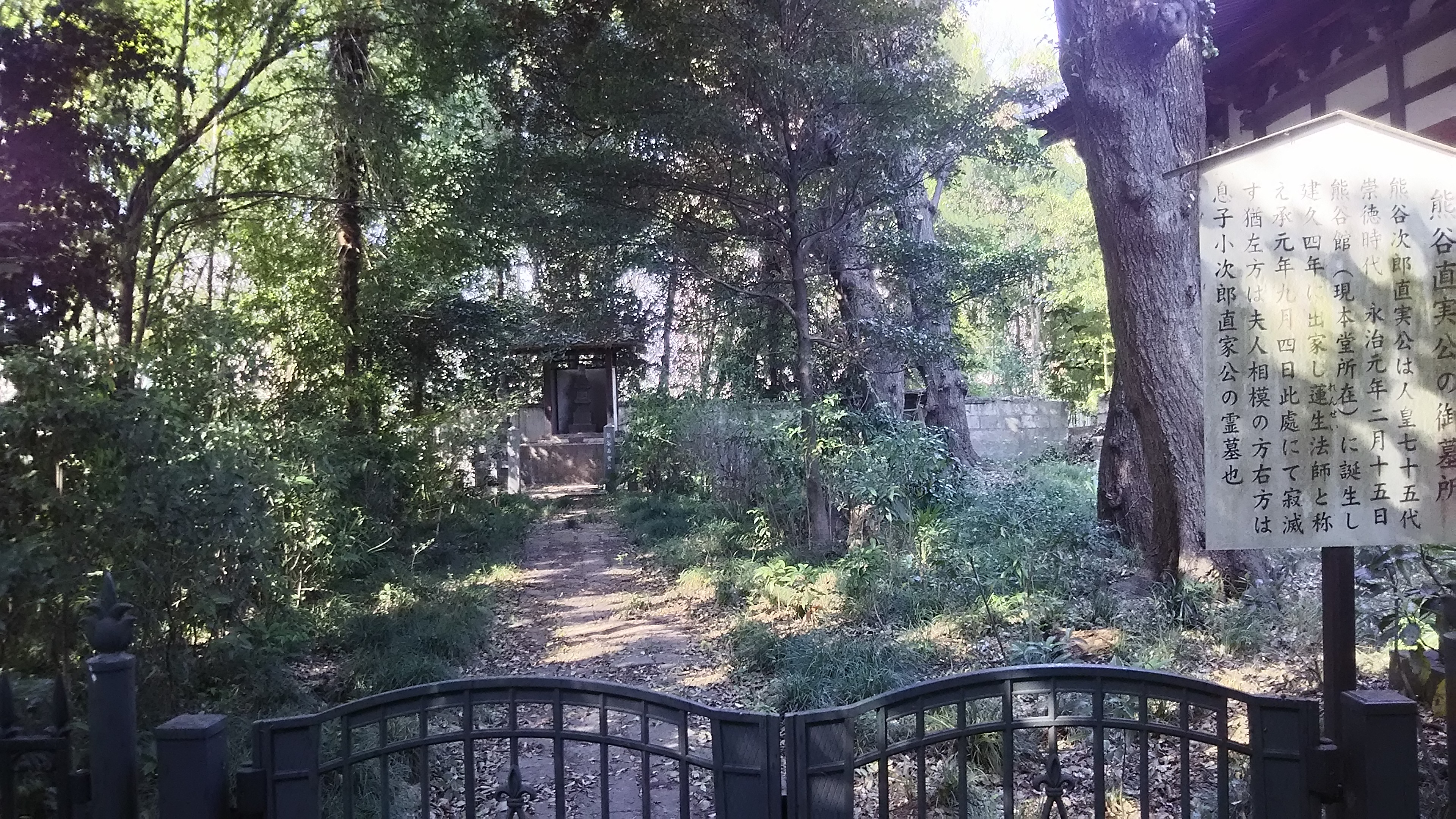
埼玉県熊谷市熊谷寺

## 系譜
- 父：熊谷直実
- 母：不詳
- 妻：土肥実平娘
- 生母不明の子女
  - 長男：熊谷直重 - 三河熊谷氏の祖、高力氏祖
  - 次男：熊谷直国 - 実子ではない可能性が高いとされる[2]
  - 三男：熊谷直宗 - 陸奥熊谷氏の祖
  - 長男：熊谷景貞 - 近江熊谷氏の祖（従来は別系とされてきたが、近年の研究では直家の嫡男が近江熊谷氏を再興したとみられている）[2]

近年の研究のように直国が直家の実子ではなく、嫡男が景貞であったとすると、当然直家の子供世代の兄弟関係は変わると推測されるが、それを明らかにする史料は現時点では見つかっていない。